# 小行星22474
小行星22474（22474 Frobenius）是一颗绕太阳运转的小行星，为主小行星带小行星。该小行星于1997年3月8日发现。

## 轨道参数
小行星22474的轨道半长轴为2.5872318 UA，离心率为0.163。